# 1878年教宗選舉秘密會議
1878年教宗選舉秘密會議因教宗庇護九世在1878年2月7日於羅馬宗座宮離世後而召集舉行。會議從1878年2月18日開始，經過3輪投票後，樞機團選出意大利籍的溫琴佐·焦阿基諾·拉斐爾·路易吉·佩西樞機為新教宗，並取名號為「良十三世」。

## 背景

### 庇護九世離世
教宗庇護九世因腦癇及急性心脏病发作，於1878年2月7日離世，終年85歲。11天後，樞機團正式召开新一任教宗的選舉秘密會議。
根據規定，樞機團團長路易吉·阿馬特·迪·聖菲利波-索爾索樞機如未当选，將在選舉結束時詢問當選教宗是否接受選舉結果及教宗名號。如樞機團團長本人當選，则上述工作由樞機團副團長卡米洛·迪彼得羅樞機負責。

### 特殊環境
自首任教宗聖伯多祿以来，庇護九世的任期是历任教宗中最长的，因此他有相当充分的時間来挑选与他的世界觀及宗教觀相近的人选加入樞機團。本次教宗選舉秘密會議為自1870年意大利王國統一教宗國後首次選出「教宗」而非「教宗國元首」的秘密會議。关于会议地点，传统的奎里納爾宮已脫離聖座管理，成为意大利國王翁貝托一世的皇宮，因此本次秘密会议改在别处举行。

## 選情
天主教內的教士都認為教會已不能控制情況混亂及充斥著「反天主教」聲音的羅馬。西敏總主教亨利·愛德華·曼寧樞機及部分樞機強烈要求於羅馬以外的地方舉行教宗選舉秘密會議，甚至建議於馬爾他舉行。不過總務樞機溫琴佐·佩西樞機（即後來的教宗良十三世）反對，並推翻經投票通過將選舉秘密會議移往西班牙舉行的決議。本次教宗選舉秘密會議最後在1878年2月18日於梵蒂岡西斯汀禮拜堂舉行。

### 樞機選舉人
儘管當時共有64位樞機，但由於有3位樞機因種種原因而無法出席，故此只有61位樞機能夠參與該次秘密會議。因為很多樞機在到達羅馬前已表示會投票給他，溫琴佐·佩西樞機是其中一個有機會當選教宗的樞機。在庇護九世離世直至教宗選舉秘密會議開始時的宗座出缺期間，總務樞機溫琴佐·佩西樞機對梵蒂岡的出色管理、跟庇護九世有明顯差別的脾氣和氣質及作為佩魯賈-皮耶韋城總教區期間的成功的外交工作令他在選舉中有優勢。此外，屬保守派的亞歷山德羅·弗蘭基樞機於選舉期間強烈建議他的支持者轉為支持溫琴佐·佩西樞機亦令他最後能成功當選教宗。
| 樞機選舉人分布 |                            |
| -------------- | -------------------------- |
| 意大利         | 40                         |
| 歐洲其餘部分   | 23                         |
| 北美洲         | 1                          |
| 拉丁美洲       | 0                          |
| 非洲           | 0                          |
| 亞洲           | 0                          |
| 大洋洲         | 0                          |
| 出席選舉人     | 61                         |
| 缺席           | 3                          |
| 前任教宗       | 庇護九世（1846年至1878年） |
| 新任教宗       | 良十三世（1878年至1903年） |
| 否決權         | 沒有使用                   |

出席的樞機選舉人名單如下：
| 姓名                                       | 國籍     | 級別                     | 年齡 | 冊封樞機年份 |
| ------------------------------------------ | -------- | ------------------------ | ---- | ------------ |
| 路易吉·阿馬特·迪·聖菲利波-索爾索           | 意大利   | 主教級樞機、樞機團團長   | 81.6 | 1837         |
| 卡米洛·迪彼得羅                            | 意大利   | 主教級樞機、樞機團副團長 | 72.1 | 1856         |
| 卡洛·薩科尼                                | 意大利   | 主教級樞機               | 69.7 | 1861         |
| 菲利波·马里亚·圭迪                         | 意大利   | 主教級樞機               | 62.5 | 1863         |
| 路易吉·馬里亞·比利奧                       | 意大利   | 主教級樞機               | 51.8 | 1866         |
| 卡洛·路易吉·莫里基尼                       | 意大利   | 主教級樞機               | 72.2 | 1852         |
| 弗里德里希·楚·施瓦岑貝格                   | 奧地利   | 司鐸級樞機、首席司鐸     | 68.8 | 1842         |
| 法比奧·馬里亞·阿斯奎尼                     | 意大利   | 司鐸級樞機               | 75.5 | 1845         |
| 多梅尼科·卡拉法·德拉斯皮納·迪特拉埃托      | 意大利   | 司鐸級樞機               | 72.5 | 1844         |
| 费迪南-弗朗索瓦-奥古斯特·多内              | 法國     | 司鐸級樞機               | 82.2 | 1852         |
| 溫琴佐·焦阿基諾·拉斐爾·路易吉·佩西         | 意大利   | 司鐸級樞機、總務樞機     | 67.9 | 1853         |
| 安東尼奧·貝內代托·安東努奇                 | 意大利   | 司鐸級樞機               | 79.4 | 1858         |
| 安東尼奧·馬里亞·帕內比安科                 | 意大利   | 司鐸級樞機               | 69.5 | 1861         |
| 安東尼·薩韋里奧·德盧卡                     | 意大利   | 司鐸級樞機               | 72.3 | 1863         |
| 若望-巴蒂斯特-弗朗索瓦·皮特拉              | 法國     | 司鐸級樞機               | 65.5 | 1863         |
| 亨利-馬里-加斯東·布瓦諾爾芒·德·博納紹斯    | 法國     | 司鐸級樞機               | 77.7 | 1863         |
| 古斯塔夫·阿道夫·馮·霍恩洛厄-希靈斯菲斯特   | 德國     | 司鐸級樞機               | 54.9 | 1866         |
| 吕西安·波拿巴                              | 意大利   | 司鐸級樞機               | 49.2 | 1868         |
| 因诺琴佐·费列里                            | 意大利   | 司鐸級樞機               | 67.4 | 1868         |
| 朱塞佩·貝拉爾迪                            | 意大利   | 司鐸級樞機               | 67.3 | 1868         |
| 若望·德拉克魯斯·伊格納西奧·莫雷諾-邁薩諾韋 | 危地馬拉 | 司鐸級樞機               | 60.2 | 1868         |
| 拉斐爾·莫納科·拉瓦萊塔                     | 意大利   | 司鐸級樞機               | 50.9 | 1868         |
| 伊納西奧·多·納西門托·莫賴斯·卡多佐         | 葡萄牙   | 司鐸級樞機               | 66.1 | 1873         |
| 勒內·弗朗索瓦·雷尼耶                       | 法國     | 司鐸級樞機               | 83.5 | 1873         |
| 弗拉維奧·基吉                              | 意大利   | 司鐸級樞機               | 67.7 | 1873         |
| 亞歷山德羅·弗蘭基                          | 意大利   | 司鐸級樞機               | 58.6 | 1873         |
| 約瑟夫·伊波利特·吉貝爾                     | 法國     | 司鐸級樞機               | 75.1 | 1873         |
| 路易吉·奧雷利亞·迪·聖斯特凡諾              | 意大利   | 司鐸級樞機               | 49.6 | 1873         |
| 希莫爾·亞諾什                              | 匈牙利   | 司鐸級樞機               | 64.4 | 1873         |
| 托馬索·馬里亞·馬蒂內利                     | 意大利   | 司鐸級樞機               | 51.0 | 1873         |
| 魯傑羅·路易吉·埃米迪奧·安蒂奇·馬太         | 意大利   | 司鐸級樞機               | 66.9 | 1875         |
| 彼得羅·詹內利                              | 意大利   | 司鐸級樞機               | 70.5 | 1875         |
| 米奇斯瓦夫·莱多霍夫斯基                    | 波蘭     | 司鐸級樞機               | 55.3 | 1875         |
| 亨利·愛德華·曼寧                           | 英國     | 司鐸級樞機               | 69.5 | 1875         |
| 維克托-奧古斯特-伊西多爾·德尚              | 比利時   | 司鐸級樞機               | 67.1 | 1875         |
| 喬瓦尼·西梅奧尼                            | 意大利   | 司鐸級樞機               | 61.5 | 1875         |
| 多梅尼科·巴托利尼                          | 意大利   | 司鐸級樞機               | 64.7 | 1875         |
| 巴爾托洛梅奧·達萬佐                        | 意大利   | 司鐸級樞機               | 66.6 | 1876         |
| 約翰內斯·巴蒂斯特·弗蘭策林                 | 意大利   | 司鐸級樞機               | 61.8 | 1876         |
| 弗朗西斯科·德保拉·貝納維德斯-納瓦雷特      | 西班牙   | 司鐸級樞機               | 67.7 | 1877         |
| 弗朗切斯科·薩韋里奧·阿普佐                 | 意大利   | 司鐸級樞機               | 70.8 | 1877         |
| 曼努埃爾·加西亞·希爾                       | 西班牙   | 司鐸級樞機               | 75.9 | 1877         |
| 愛德華·亨利·霍華德                         | 英國     | 司鐸級樞機               | 49.0 | 1877         |
| 米格爾·帕亞-里科                           | 西班牙   | 司鐸級樞機               | 66.1 | 1877         |
| 路易-馬里-約瑟夫-厄塞布·卡弗羅             | 法國     | 司鐸級樞機               | 71.7 | 1877         |
| 路易吉·迪卡諾薩                            | 意大利   | 司鐸級樞機               | 68.8 | 1877         |
| 路易吉·塞拉菲尼                            | 意大利   | 司鐸級樞機               | 69.6 | 1877         |
| 約瑟普·米哈洛維奇                          | 克羅地亞 | 司鐸級樞機               | 64.0 | 1877         |
| 約翰·魯道夫·庫奇克                         | 捷克     | 司鐸級樞機               | 67.8 | 1877         |
| 盧奇多·馬里亞·帕羅基                       | 意大利   | 司鐸級樞機               | 44.5 | 1877         |
| 溫琴佐·莫雷蒂                              | 意大利   | 司鐸級樞機               | 62.2 | 1877         |
| 安東尼奧·佩萊格里尼                        | 意大利   | 司鐸級樞機               | 65.5 | 1877         |
| 普羅斯佩羅·卡泰里尼                        | 意大利   | 執事級樞機、首席助祭     | 82.3 | 1853         |
| 泰奧多爾福·梅泰爾                          | 意大利   | 執事級樞機               | 72.0 | 1858         |
| 多梅尼科·孔索利尼                          | 意大利   | 執事級樞機               | 71.6 | 1866         |
| 愛德華多·博羅梅奧                          | 意大利   | 執事級樞機               | 55.5 | 1868         |
| 洛倫佐·伊拉廖內·蘭迪                       | 意大利   | 執事級樞機               | 59.5 | 1875         |
| 小巴尔托洛梅奥·帕卡                        | 意大利   | 執事級樞機               | 60.9 | 1875         |
| 洛倫佐·尼納                                | 意大利   | 執事級樞機               | 65.7 | 1877         |
| 埃內亞·斯巴雷蒂                            | 意大利   | 執事級樞機               | 70.0 | 1877         |
| 弗雷德里克·德法盧·迪庫德雷                 | 法國     | 執事級樞機               | 62.5 | 1877         |

缺席的樞機選舉人名單如下：
| 姓名                     | 國籍   | 級別       | 年齡 | 冊封樞機年份 | 缺席原因                 |
| ------------------------ | ------ | ---------- | ---- | ------------ | ------------------------ |
| 戈德弗魯瓦·布羅賽-聖馬克 | 法國   | 司鐸級樞機 | 75.0 | 1875         | 秘密會議開始前重病致缺席 |
| 保羅·卡倫                | 愛爾蘭 | 司鐸級樞機 | 74.8 | 1866         | 遲到                     |
| 約翰·麥克洛斯基          | 美國   | 司鐸級樞機 | 67.9 | 1875         | 遲到                     |

原則上，参加選舉的樞機可以投票給任何已受洗的成年男性天主教徒（即樞機可以投票給非樞機者）。然而，自1378年以來都是樞機當選教宗。

### 投票
跟其他教宗選舉秘密會議不同，三輪選舉的結果於是次教宗選舉秘密會議舉行後100年被公開，然而投票結果則有不同版本。要當選教宗需要最少三分之二出席樞機的（41票）同意。

#### 第一輪投票（2月19日上午）
第一輪投票結果有三個版本：
第一版本：
- 溫琴佐·佩西樞機——19票
- 路易吉·比利奧（英语：Luigi Bilio）樞機——6票
- 亞歷山德羅·弗蘭基（英语：Alessandro Franchi）樞機——4票
- 其他票數不詳

第二版本：
- 溫琴佐·佩西樞機——23票
- 路易吉·比利奧樞機——7票
- 拉斐爾·莫納科·拉瓦萊塔（英语：Raffaele Monaco La Valletta）樞機——4票
- 其他4至5名樞機合計——27票

第三版本：
- 溫琴佐·佩西樞機——19票
- 路易吉·比利奧樞機——7票
- 亞歷山德羅·弗蘭基樞機——5票
- 安東尼·薩韋里奧·德盧卡（英语：Antonio Saverio De Luca）樞機——5票
- 其他票數不詳

結果：投票失敗，樞機團未能選出新教宗

#### 第二輪投票（2月19日下午）
第二輪投票結果有兩個版本：
第一版本：
- 溫琴佐·佩西樞機——26票
- 路易吉·比利奧（英语：Luigi Bilio）樞機——7票
- 亞歷山德羅·弗蘭基（英语：Alessandro Franchi）樞機——2票
- 其他票數不詳

第二版本：
- 溫琴佐·佩西樞機——38票
- 其他票數不詳

結果：投票失敗，樞機團未能選出新教宗

#### 第三輪投票（2月20日上午）
- 溫琴佐·佩西樞機——44票
- 路易吉·比利奧（英语：Luigi Bilio）樞機——5票
- 安東尼奧·馬里亞·帕內比安科（英语：Antonio Maria Panebianco）樞機——3票
- 拉斐爾·莫納科·拉瓦萊塔（英语：Raffaele Monaco La Valletta）樞機——2票
- 托馬索·馬里亞·馬蒂內利（英语：Tommaso Maria Martinelli）樞機——2票
- 喬瓦尼·西梅奧尼（英语：Giovanni Simeoni）樞機——2票
- 弗里德里希·楚·施瓦岑貝格（德语：Friedrich zu Schwarzenberg）樞機——1票
- 路易吉·迪卡諾薩（英语：Luigi de Canossa）樞機——1票
- 因诺琴佐·费列里（英语：Innocenzo Ferrieri）樞機——1票

結果：投票成功，樞機團選出溫琴佐·佩西樞機為新教宗

## 結果及後續發展
選出教宗後，首席助祭普羅斯佩羅·卡泰里尼樞機登上聖伯多祿大教堂的中央陽台向信眾宣布溫琴佐·佩西樞機當選教宗，取名「良十三世」。3月3日，良十三世於西斯汀禮拜堂加冕，正式成為天主教第256任教宗。作為首席助祭的普羅斯佩羅·卡泰里尼樞機應為新教宗戴上三重冕加冕，但由於他生病以致未能履行這個工作。最後由特道夫·梅泰爾樞機負責為新教宗戴上三重冕加冕。由於梵蒂岡跟意大利於羅馬的政治地位歸屬爭議上未達成共識，良十三世跟庇護九世一樣於任內沒有踏出梵蒂岡一步以及沒有前往教宗作為羅馬教區主教的主教座堂的拉特朗聖若望大教堂。

## 軼事

### 參與兩次教宗選舉秘密會議的樞機
由於在1878年教宗選舉秘密會議舉行前後分別有一段31年及25年的教宗任期，於本次教宗選舉秘密會議中有四位樞機能夠參與兩次秘密會議。
樞機團團長路易吉·阿馬特·迪·聖菲利波-索爾索樞機、法比奧·馬里亞·阿斯奎尼樞機及多梅尼科·卡拉法·德拉斯皮納·迪特拉埃托樞機參加1846年教宗選舉秘密會議，而路易吉·奧雷利亞·迪·聖斯特凡諾樞機則參加1903年教宗選舉秘密會議。

### 良十三世的教宗任期
良十三世跟庇護九世有一個十分長的任期。庇護九世於1846年6月至1878年2月出任教宗，在位31年5個月。令人意想不到的是，良十三世在位25年，成為天主教史上在位時間第三長的教宗（直至2004年11月24日教宗若望·保祿二世才超越其紀錄）。良十三世於1903年7月20日離世，終年93歲，成為天主教史上最長壽的教宗。

## 資料來源
1. 1 2 3 4 5  . The Hierarchy of the Catholic Church.   [2017-04-12]. （原始内容存档于2016-12-07） （英语）.
2. 1 2 3 4 5 6 7  . 加州州立大學北嶺分校.   [2017-04-13]. （原始内容存档于2016-08-13） （英语）.
3. ↑  唐納德·H·卡洛威（英語：. . 2016-08-08  [2017-04-14]. （原始内容存档于2017-04-15） （英语）.
4. ↑  . 大英百科全書編輯. 2015-01-02  [2017-04-14] （英语）.
5. ↑  托馬斯·J·里斯. . 哈佛大學出版社. 1998年: 第77頁  [2017-04-14]. ISBN 0674932617. （原始内容存档于2017-04-15） （英语）.
6. ↑  小約翰·威特、弗蘭克·S·亞歷山大. . 哥倫比亞大學出版社. 2005年11月. ISBN 9780231133586 （英语）.
7. ↑  .   [2017-04-12]. （原始内容存档于2016-12-07） （英语）. Participated:...Count: 61
8. ↑  .   [2017-04-12]. （原始内容存档于2016-12-07） （英语）. Unable to Participate:...Count: 3
9. ↑  瓦萊麗·皮里. .   [2017-04-12]. （原始内容存档于2016-03-04） （英语）.
10. ↑  . New Advert.   [2017-04-14]. （原始内容存档于2017-03-18） （英语）. A cardinal may leave the conclave in case of sickness (certified under oath by a physician) and return; not so a conclavist.
11. 1 2 3  . 羅馬公教報. 1978-04-06  [2017-04-12]. （原始内容存档于2017-04-15） （英语）.
12. ↑  理查德·亨利·克拉克（英語：Richard Henry Clarke）. . 1906年  [2017-04-12] （英语）.
13. 1 2  . Cardinals of the Holy Roman Church.   [2017-04-14]. （原始内容存档于2014-07-30）.
14. ↑  弗朗西斯·伯克勒（荷兰语：Francis A. Burkle-Young）. .   [2017-04-14]. （原始内容存档于2017-06-14）.
15. ↑  . Catholic World 第27部，第158期第280至285頁.   [2017-04-14]. （原始内容存档于2016-08-21）.
16. 1 2  . 梵蒂岡.   [2017-04-14]. （原始内容存档于2016-10-17）.
17. 1 2  . 梵蒂岡.   [2017-04-14]. （原始内容存档于2016-11-23）.
18. 1 2  .   [2017-04-14]. （原始内容存档于2016-12-07） （英语）.
19. ↑  .   [2017-04-14]. （原始内容存档于2017-06-13） （英语）.